# Дом Умновой

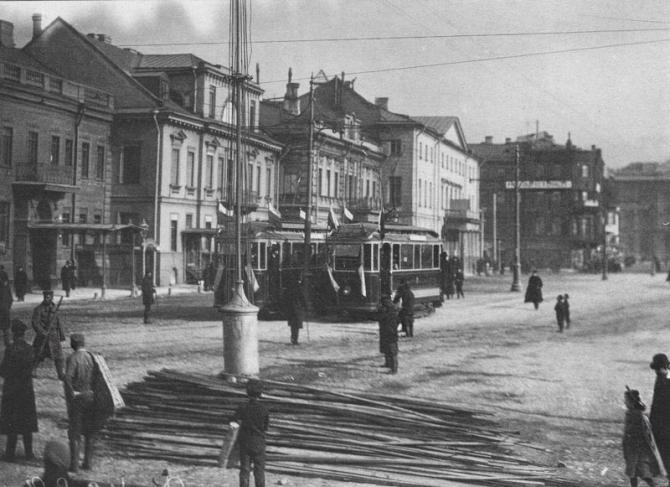
Фотография Карла Буллы. 1907 год, трамвай на набережной Лейтенанта Шмидта рядом с домом Умновой

Дом Умновой — памятник архитектуры. Расположен в Санкт-Петербурге, современный адрес дома — набережная Лейтенанта Шмидта, 5.
Построен в первой четверти XVIII века, был перестроен в 1815-16 годах, приобретя черты русского классицизма. Изначально был построен по проекту «образцовых» домов. Также в 1815-1816 годах были сооружены выходящие торцами в Академический переулок жилые флигели с каретными сараями, которые были надстроены в 1838 году.
У главного корпуса два этажа, он завершён невысоким мезонином с полуциркульным окном. Ось центрального фасада, выходящего на набережную, подчёркивает тройное венецианское окно второго этажа, выходящее на балкон, ей также соответствует надстройка мезонина.
Со стороны Академического переулка расположена ограда с воротами, стена ограды украшена лепными венками.
В вестибюле расположено шесть колонн дорического ордера. На второй, парадный этаж ведут три марша каменной лестницы с забежными ступенями. В отдельных помещениях сохранилась отделка первой четверти XIX века. Некоторые комнаты освещаются через отверстие купола. В одной из комнат он стоит на четырёх колоннах ионического ордера, в другой купольное перекрытие держат девять ионических колонн, облицованных жёлтым искусственным мрамором.
В середине ХVIII века зданием владел В. Зотов, а затем Коломенское подворье. В доме жил художник Л. К. Пфандцельт. В 1860-х годах домом владел Н. И. Бахтин. В 1870-х—1917 годах дом принадлежал В. Н. Умновой, по её имени он и стал известен; тогда в доме размещалось несколько фирм. В 1930—1970-х годах в доме находилось почтовое отделение, в 1990-х — Центр размещения рекламы.
С 2009 года и до 2057 года здание арендовано у города организацией «Главстрой СПб».

## Галерея

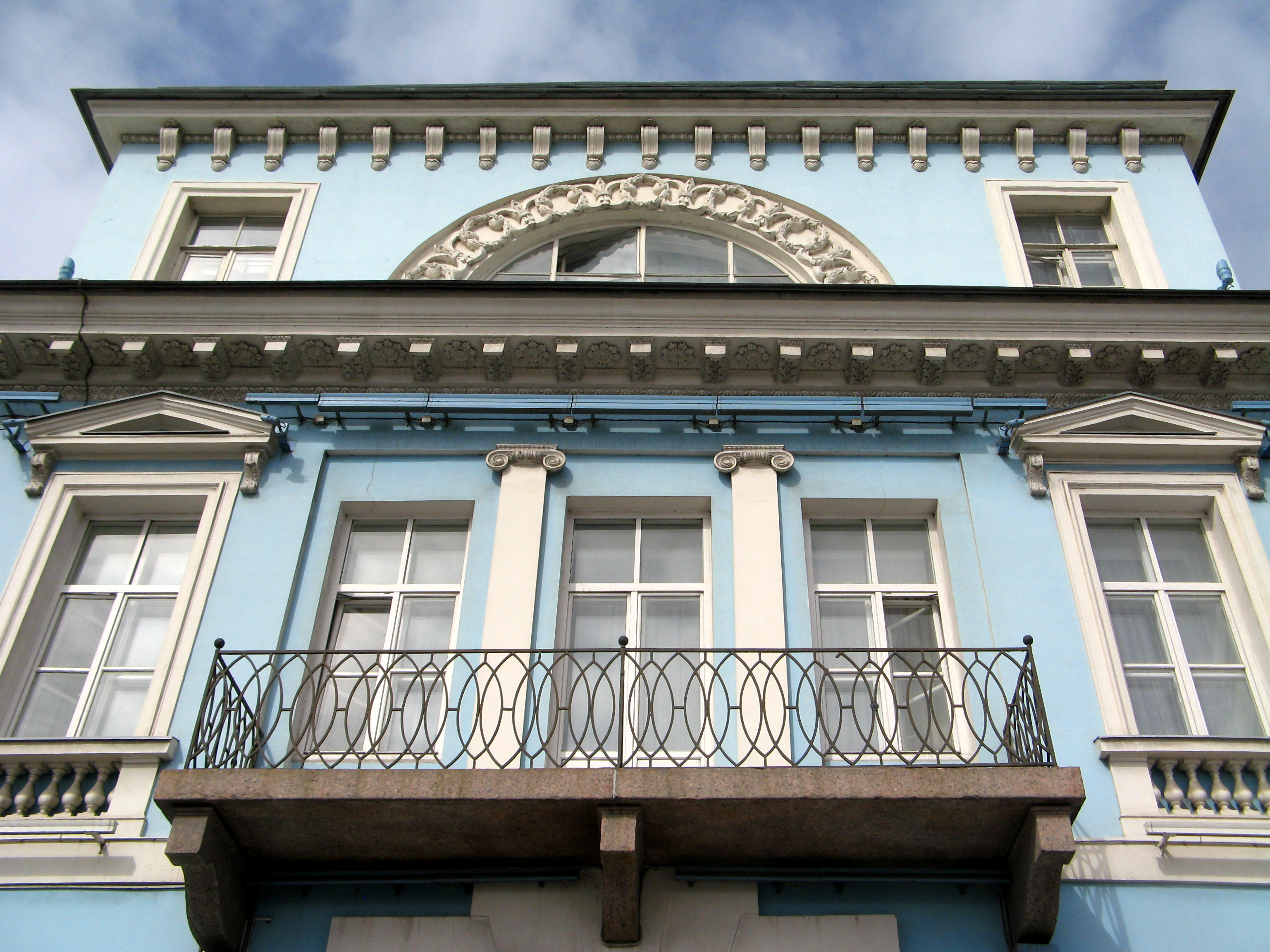
Венецианское окно и надстройка мезонина, крупный план
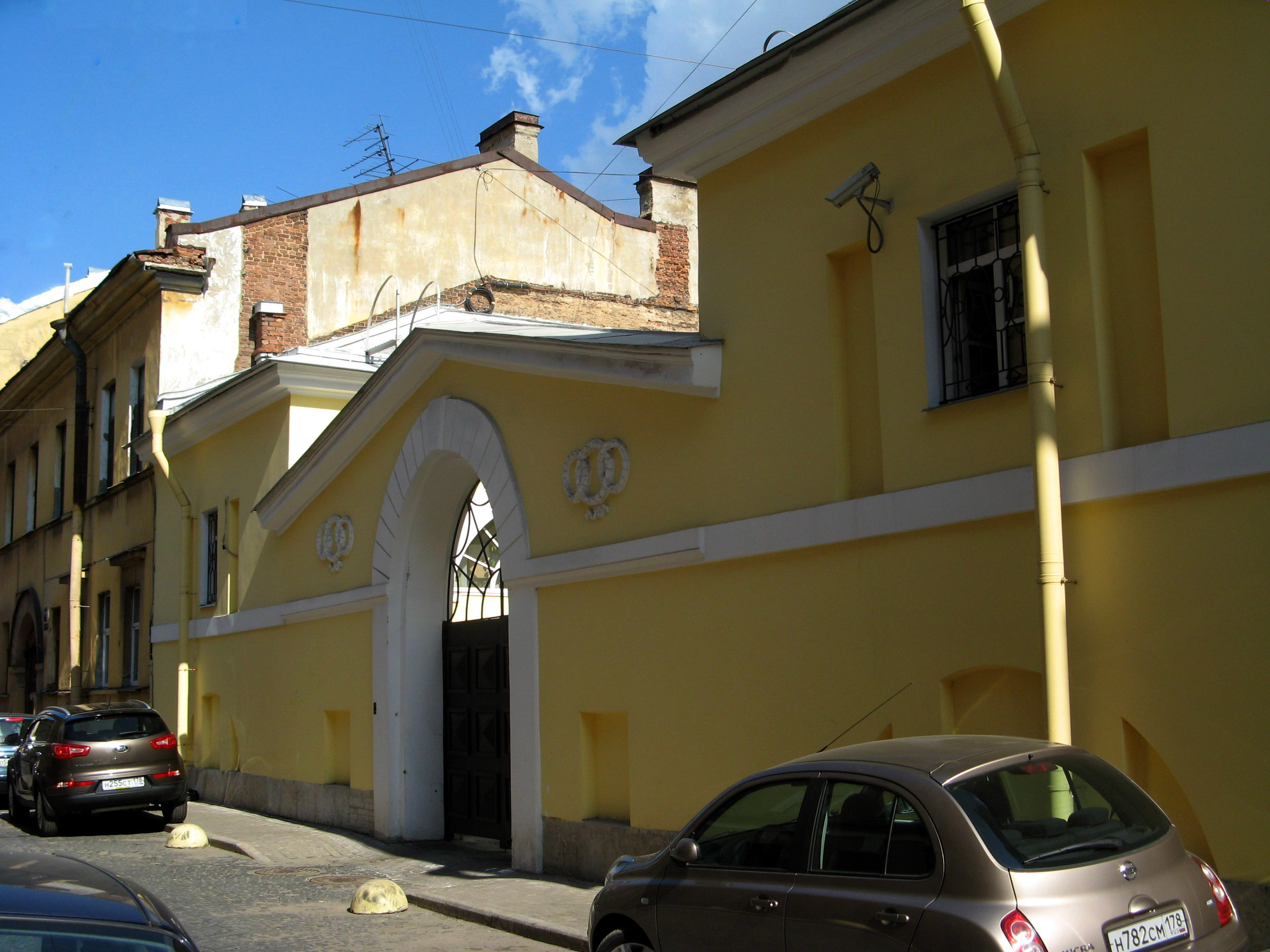
Вид со стороны Академического переулка